# The Further Adventures of Ellery Queen
The Further Adventures of Ellery Queen  è una serie televisiva statunitense in 32 episodi trasmessi per la prima volta nel corso di una sola stagione dal 1958 al 1959.
È il seguito della serie televisiva The Adventures of Ellery Queen (1950-1952) e ha avuto a sua volta un ulteriore seguito, Ellery Queen (1975–1976).

## Trama
La serie è basata sui casi affrontati dall'ispettore Ellery Queen, personaggio di fantasia creato dall'omonimo Ellery Queen, pseudonimo dei due cugini Frederic Dannay e Manfred B. Lee.

## Personaggi
- Ellery Queen (25 episodi, 1958-1959), interpretato da	George Nader.
- ispettore Richard Queen (19 episodi, 1958-1959), interpretato da	Les Tremayne.
- Ellery Queen (12 episodi, 1959), interpretato da Lee Philips.
- Ruth Warrick (2 episodi, 1959)
- Martin Balsam (2 episodi, 1959)

## Produzione
La serie fu girata a Los Angeles in California. Tra gli sceneggiatori sono accreditati gli stessi Frederic Dannay e Manfred Lee. Tra le guest star Nancy Carroll. Per i primi 20 episodi l'ispettore Ellery Queen è interpretato da George Nader, per i restanti 12 da Lee Philips.

## Distribuzione
La serie fu trasmessa negli Stati Uniti dal 1958 al 1959 sulla rete televisiva NBC.

## Episodi
| Stagione       | Episodi | Prima TV originale |
| -------------- | ------- | ------------------ |
| Prima stagione | 32      | 1958-1959          |